# 普庫羅
普庫羅（西班牙語：Púcuro），是巴拿馬的城鎮，位於該國東部，由達連省的皮諾加納區負責管轄，面積78.4平方公里，海拔高度105米，2010年人口356，人口密度每平方公里4.5人。